# William Kiffin
William Kiffin (Londres, 1616 - 1701) est un pasteur chrétien baptiste et auteur britannique.

## Biographie
En 1638, il devient membre d’une église à Southwark fondée par le dissident anglais .
En 1642, il devient baptiste. 

### Ministère
En 1644, Kiffin devint le pasteur de l'église de Devonshire Square à Londres jusqu'à sa mort en 1701.
En 1644, il est l’un des sept pasteurs baptistes signataires de la  Confession de foi baptiste à Londres .
En 1677, il est le principal rédacteur de la  Confession de foi baptiste qui a été approuvée par des églises baptistes à Londres ,. 
Kiffin était un marchand londonien réputé ayant des contacts avec le roi Charles II d'Angleterre.
Charles II fit de lui un échevin de Londres, un Lord Lieutenant et un magistrat. Il a obtenu la libération de plusieurs croyants baptistes emprisonnés pour leur foi. Son travail avec Benjamin Keach et Hanserd Knollys fut important dans l'établissement du baptisme en Angleterre.